# Pierrot i Arlequí
Pierrot i Arlequí és una pintura a l'oli, de 102 cm d'alçada i 81 cm d'amplada, realitzada per Paul Cézanne el 1888 i que actualment s'exposa al Museu Puixkin de Moscou.
Els personatges de la commedia dell'arte –i especialment, els arlequins– seran un dels temes predilectes del cubisme per les seves evidents possibilitats plàstiques. Cézanne situa les dues figures en un espai oblic i ambigu, determinat pels plecs del cortinatge que emmarca les figures.

## Descripció
En la seva joventut, a Cézanne i Émile Zola (1840-1902), els agradava el carnaval, el que va donar lloc a tota mena de festes a la seva ciutat natal d'Ais de Provença, on van participar en totes les mascarades, desfilades i processons. Potser en memòria d'aquells dies feliços que Cezanne va demanar al seu fill posar per ell vestit com Arlequí i fer una processó imaginària, mentre que Louis Guillaume, vestit de Pierrot, segueix els seus passos i es veu com si estigués a punt de robar la batuta d'Arlequí. Segons Cézanne, aquesta escena va ser pintada a París en l'estudi a la rue du Val-de-Grâce que ocupaba des de finals de 1888.
Els personatges estan vestits de manera contrastada i fan una escena animada excepcional entre les composicions de Cézanne. Els protagonistes estan indiferents entre si i apareixen gairebé com si estiguessin sols. Però les seves mirades i gestos revelen una estreta relació entre ells.
La burla deliberada de les lleis de la perspectiva, amb el sòl que baixa abruptament, posa l'accent en l'expressió de les actituds i dona compte de les distorsions. Per exemple, els peus d'Arlequí han de ser allargats perquè pugui mantenir-se en peu. Els dos personatges semblen estar emergint de les ales d'un teatre, donades les grans cortines del mateix material de fulla que Cezanne utilitza en els seus bodegons. L'artista va treballar amb especial cura la tela i el vestuari.
L'abillament de Pierrot, folgat i immaculat, reflecteix tots els colors del voltant i il·lumina la cara del nen. Al costat d'ell, prima la figura d'Arlequí, vestit de vermell i blau, que porta una nota càlida i alegre a la pintura. Un cert grau d'humor, poc comú a les obres de Cezanne, emana d'aquesta escena de carnaval.